# 隆普纳斯
隆普纳斯（法語：Lompnas），是法国东部安省的一个市镇。面积 12.69平方公里，人口147，人口密度11.58人／平方公里（1999年）。

## 人口
隆普纳斯人口变化图示
| 数据来源：INSEE |